# Rivais da Primavera
Grêmio Recreativo e Escola de Samba Rivais da Primavera é uma escola de samba da cidade de Juiz de Fora, no estado brasileiro de Minas Gerais. 

## História
A história da Rivais da Primavera está ligada à família Epiphânio, que veio de Lima Duarte, trazendo os instrumentos do antigo rancho carnavalesco Estrela. Em Juiz de Fora, a família foi morar em Benfica e fundou o bloco Primavera, que desfilava no bairro até ser convidado, em 71, a integrar o segundo grupo das escolas de samba. 
O nome Rivais da Primavera surgiu de uma brincadeira quando foram registrar a agremiação, pois um de seus fundadores também criou a Escola de Samba Primavera, na cidade de Matias Barbosa. Em 77, a agremiação conquistou o primeiro lugar na Batalha de Confete e o terceiro na avenida. Nos carnavais seguintes, seguiu uma trajetória marcada por boas atuações. 
Em 2009, defendeu o enredo "Com uma folha de papel, faço um brinquedo, arte e magia", classificando-se em 5º lugar no segundo grupo. 
Em 2010, obteve a quinta e última colocação do Grupo B (segunda divisão) do carnaval da cidade.
Já em 2011 a Rivais conquistou o 2º lugar do grupo de avaliação de Juiz de Fora. A escola que desfilou com o enredo Manifestação de Fé,levou 350 componentes para avenida, mostrando a miscigenação racial que deu origem ao Brasil, enfocando a ótica da religião.
Em 2012, a escola apresentou o enredo a Saga do Café em Terras Brasileiras, ficando na 4ª colocação do grupo B.

## Segmentos

### Presidentes
| Nome                    | Mandato        | Ref.  |
| ----------------------- | -------------- | ----- |
| Wilson Vicente de Souza | ? - atualidade | [ 1 ] |

### Diretores
| Ano  | Diretor de Carnaval | Diretor geral de harmonia | Mestre de bateria | Ref.  |
| ---- | ------------------- | ------------------------- | ----------------- | ----- |
| 2013 |                     |                           | Adão e Pituca     | [ 1 ] |
| 2016 |                     |                           |                   |       |

### Coreógrafo
| Ano  | Nome | Ref. |
| ---- | ---- | ---- |
| 2015 |      |      |
| 2016 |      |      |

### Casal de Mestre-sala e Porta-bandeira
| Ano  | Nome              | Ref.  |
| ---- | ----------------- | ----- |
| 2013 | Weverton e Joelma | [ 1 ] |
| 2016 |                   |       |

### Rainhas de bateria
| Período | Rainha | Madrinha | Ref. |
| ------- | ------ | -------- | ---- |
| 2015    |        |          |      |
| 2016    |        |          |      |

## Carnavais
| Ano  | Colocação   | Grupo | Enredo                                                                                         | Carnavalesco                    | Intérprete      | Ref.                       |
| ---- | ----------- | ----- | ---------------------------------------------------------------------------------------------- | ------------------------------- | --------------- | -------------------------- |
| 1995 |             |       | De Palco em Palco Eu Vou - A História do Teatro                                                |                                 |                 | [ 4 ]                      |
| 2000 | Campeã      | B     | Brasil Terra de todos nós                                                                      |                                 |                 | [ 4 ]                      |
| 2002 |             | B     | Mais leve que a pluma é o algodão                                                              |                                 |                 | [ 4 ]                      |
| 2003 | Vice-campeã | B     | Barra de rio, barra de ouro. Para onde levaram nosso tesouro?                                  |                                 |                 | [ 4 ]                      |
| 2004 | Campeã      | B     | Pernambuco, Leão do Norte                                                                      | Waltencir Barbosa               |                 | [ 4 ] [ 5 ]                |
| 2005 | 4º lugar    | A     | Benfica de Minas, Guardiã da História                                                          | Comissão de Carnaval            |                 | [ 4 ] [ 6 ] [ 7 ]          |
| 2006 | 3º lugar    | B     | Zumbi, epopéia de Palmares                                                                     |                                 |                 | [ 4 ] [ 8 ] [ 9 ]          |
| 2007 | 3º lugar    | B     | O nordeste que eu vi, a face alegre de um povo                                                 | Comissão de Carnaval            |                 | [ 4 ] [ 10 ] [ 11 ] [ 12 ] |
| 2008 | 3º lugar    | B     | Debret, um francês na corte de D. João VI                                                      | Comissão de Carnaval            |                 | [ 4 ] [ 13 ] [ 14 ]        |
| 2009 | 5º lugar    | B     | Com uma folha de papel faço brinquedo, arte e magia                                            |                                 |                 | [ 15 ] [ 16 ]              |
| 2010 | 5º lugar    | B     | Miscigenação... Mistura das Raças Compositores:Edynel, Edinho Leal, Betinho e Edmilson Araújo. | Carlos Alberto Rachid           | Paulo Magalhães | [ 17 ] [ 3 ]               |
| 2011 | Vice-campeã | C     | Manifestação de fé Carlos Alberto Rachid                                                       | Gê de Ogum e Luis Augusto (Nem) | [ 18 ] [ 19 ]   |                            |
| 2012 | 4º lugar    | B     | A saga do café em terras brasileiras                                                           | Carlos Alberto Rachid           |                 | [ 20 ] [ 21 ]              |
| 2013 |             | B     | Talismã - Quem não pode com a mandinga não carrega patuá                                       | Carlos Alberto Rachid           | Gê de Ogum      | [ 1 ]                      |
| 2014 |             | B     | Origem da Escrita                                                                              |                                 |                 | [ 22 ]                     |
| 2015 |             | B     |                                                                                                |                                 |                 |                            |
| 2016 |             | B     |                                                                                                |                                 |                 |                            |